# G-Book

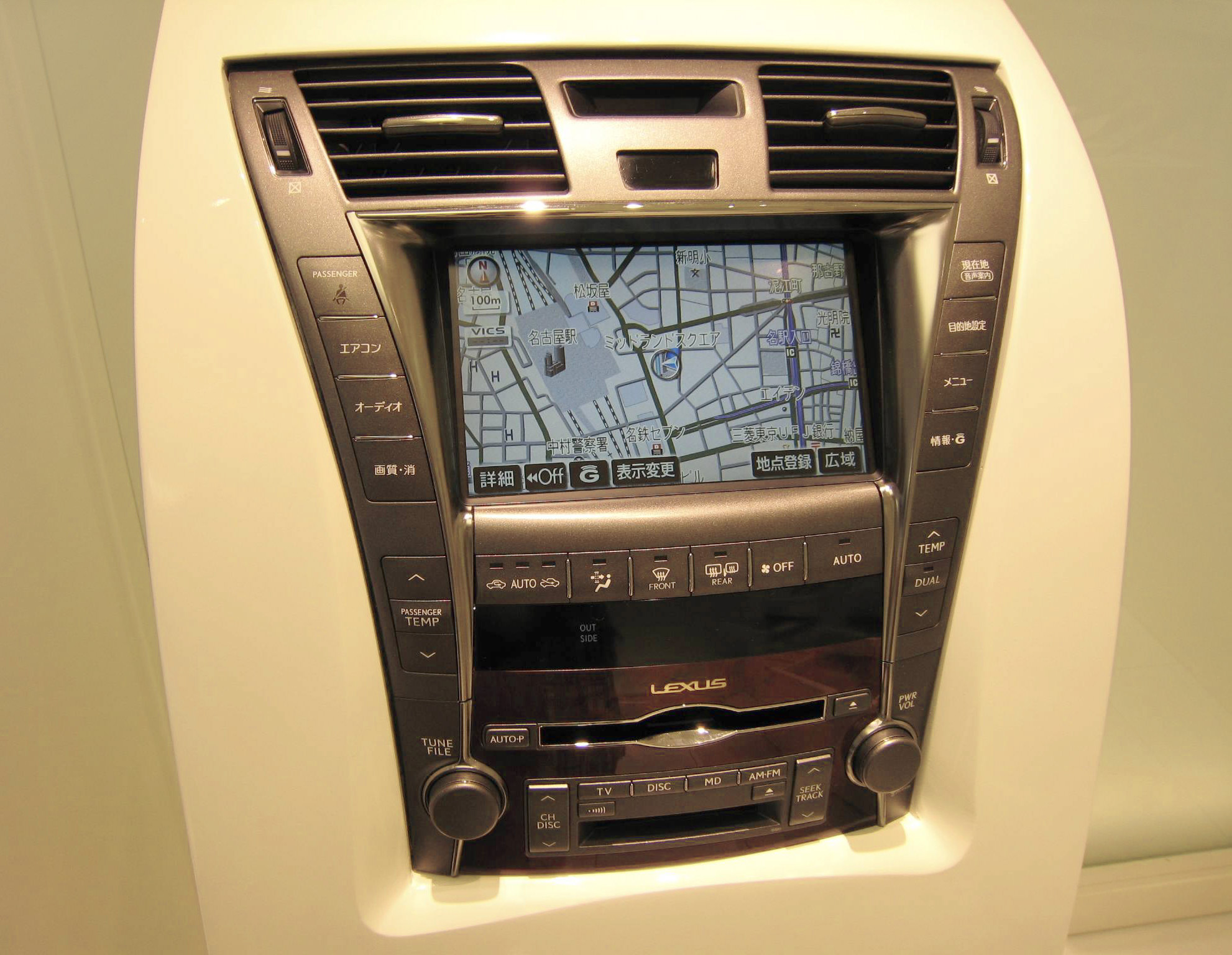
配備G-Book/G-Link的凌志導航系統（觸摸屏上的“G”圖標按鈕）

G-Book 是 豐田汽車在日本提供的車載資訊付費服務，適用於豐田和凌志的車輛。 G-Book 允許用戶鏈接手機（如東芝T003 手機）、 個人數位助理 (PDA)、個人電腦 (PC) 和 任可配備G-Book 的日本車輛。G-Book建基於前GAZOO平台（後更名為豐田媒體服務公司）的會員制信息服務和會員系統，通過車載觸屏式無線通信以提供服務。 它還包含來自 Toyota Mapmaster Inc. 的地圖系統，被各種國際公司使用。
G-Book的出現取代了使用 CD 或 DVD 並需要定期更新地圖的車載導航系統。 取而代之的是透過手機下載及更新系統。
G-Book 應用程序可以手動安裝在所有豐田汽車的移動設備上，從而無需購買安裝了該服務的車輛也可使用該技術。
一項為凌志汽車提供的專有服務“G-Link”從 2006 年款開始在日本市場的淩志車款中首次亮相。 此外，從 2007 年開始，豐田在所有 日本國內市場 的豐田、大發和凌志 車款中把G-Book 作為可選設備之一。在中國，豐田在北京銷售的特別版的Camry中加入了 G-Book。 截至 2009 年 11 月,在上海販售的Camry開始配備G-Book。同年， G-Book 亦在中國的凌志車型上推出。
T-Connect Japan （页面存档备份，存于）和T-Connect （页面存档备份，存于）在日本及部分中東國家(巴林、約旦、科威特、黎巴嫩、阿曼、卡塔爾和阿聯酋)的Apple's AppStore 和Google Play上架。這是一個以G-Book為藍本的應用程式。

## 技術
G-Book 提供的一些服務包括安全和安保服務，幫助請求拖車和車輛定位服務，實時導航，操作員提供逐向指示，信息服務，提供新聞、天氣預報和股票 市場信息，通信服務，提供發送和接收基於網絡的電子郵件，以及在留言板上張貼和閱讀的能力，電子商務服務，允許從 GAZOO 購物中心購買商品， 並且可以通過 OSS（運營商支持服務）獲得現場運營商解決各種問題。

## 版本
- G-Book mX / G-Book mX Pro
- G-Book Alpha / G-Book Alpha Pro
- G-Book